# Foster the People
Foster the People è un gruppo musicale indie rock formatosi a Los Angeles, in California, nel 2009. Il gruppo è composto da Mark Foster (voce, tastiera, piano, sintetizzatori, chitarra e percussioni), Sean Cimino (chitarra solista) e Isom Innis (tastiere).

## Storia del gruppo
Hanno raggiunto la popolarità dopo aver pubblicato sul loro sito web personale il brano Pumped Up Kicks, che in seguito ad un passaparola su Internet è stato ascoltato e apprezzato dai redattori delle pubblicazioni NME, Blackbook, Nylon e Guardian.
Dopo aver firmato un contratto con l'etichetta discografica Startime International, il 18 gennaio 2011 hanno pubblicato il loro EP d'esordio, l'eponimo Foster the People, contenente il loro brano d'esordio Pumped Up Kicks, nel frattempo pubblicato come singolo su scala internazionale ottenendo discreti risultati in Nuova Zelanda, Regno Unito, Belgio, Canada e Stati Uniti.
Nel giugno successivo è stato pubblicato l'album d'esordio del gruppo, Torches, anticipato dal singolo promozionale Houdini, che ha riscosso un buon successo commerciale in particolar modo negli Stati Uniti d'America e in Australia dove è entrato tra le prime dieci posizioni delle classifiche locali dei dischi. Nello stesso periodo, prosegue la promozione del loro singolo d'esordio, ne pubblicano un successivo, "Helena Beat", successivamente arriva il quarto singolo Call It What You Want ed un quinto chiamato Don't Stop (Colours on the Wall). Call It What You Want è inclusa come canzone di sottofondo nel gioco dell'EA Sports FIFA 12, mentre Houdini fa invece parte delle OST del gioco SSX, uscito all'inizio del 2012; il brano entra anche a far parte della colonna sonora del film LOL - Pazza del mio migliore amico.
Il 23 settembre 2015 la band annuncia che Cubbie Fink, uno dei tre membri fondatori, lascia i Foster the People per "perseguire altre opportunità".
Il 13 ottobre 2021, Mark Pontius annuncia che avrebbe lasciato la band per concentrarsi sulla crescita di sua figlia, lasciando Foster come unico membro fondatore ancora nella band.

## Discografia

### Album in studio
- 2011 - Torches
- 2014 - Supermodel
- 2017 - Sacred Hearts Club
- 2024 - Paradise State of Mind

### EP
- 2011 - Foster the People
- 2017 - III
- 2020 - In The Darkest of Nights, Let The Birds Sing

### Singoli
- 2011 - Pumped Up Kicks
- 2011 - Houdini
- 2011 - Helena Beat
- 2011 - Call It What You Want
- 2011 - Don't Stop (Colours on the Wall)
- 2014 - Coming of Age
- 2018 - Worst Nites
- 2021 - Hyperlandia (con deadmau5)
- 2024 - Lost in Space

## Formazione
Componenti attuali
- Mark Foster (voce, tastiere, pianoforte, sintetizzatori, chitarra, programmatore, percussioni) (2009– )
- Isom Innis (pianoforte, tastiere, sintetizzatori, batteria, percussioni, basso, seconda voce) (2017– ; touring member 2010–2017)

Ex-componenti
- Cubbie Fink (basso, seconda voce) (2009–2015)
- Mark Pontius (batteria e percussioni) (2009–2021)
- Sean Cimino (chitarra, pianoforte, tastiere, sintetizzatori, seconda voce) (2017–2024 ; touring member 2010–2017)

Musicisti live e in studio
- Tyler Halford (basso, tastiere, sintetizzatori) (2015– )
- Phil Danyew (sintetizzatori, pianoforte, percussioni, seconda voce) (2014–2020)
- Haley Louise Dekle (cori) (2014)
- Arlene Deradoorian (cori) (2014)
- Zach "Reazon" Heiligman (programmatore) (2009–2010)